# 活性エステル
活性エステル(Active ester)は、有機化学において、求核攻撃の影響を非常に受けやすいエステル官能基である。通常のエステル、例えば酢酸エチルのアシル基またはアルコキシ基を修飾することにより、活性化できる。典型的な修飾では、電気陰性な置換基を必要とする。有機合成や生化学に用いられる。

アセチルCoAは、生合成における典型的な活性エステルである。

## 反応性
活性エステルは、主にアシル化剤として用いられる。非活性アナログと同様の反応をするが、反応速度はより速い。例えば、加水分解を受けやすい傾向がある。アミンと反応してアミドを形成する際の反応性の高さが注目されている。

## 例
補酵素Aのエステルで示されるように、チオエステルは顕著な活性エステルである。
合成化学では、活性エステルには、ニトロフェノールやペンタフルオロフェノールの誘導体が含まれる。N-ヒドロキシコハク酸イミド、1-ヒドロキシベンゾトリアゾール等のペプチド合成にしばしば用いられる。アクリル酸の活性エステルは、活性側鎖を持つポリマーの前駆体として用いられる。
活性エステルの概念は、リン酸や硫酸のエステルにまで拡張される。その例の1つとして、強いメチル化剤であるジメチル硫酸がある。